# Arvigna
Arvigna település Franciaországban, Ariège megyében. Lakosainak száma 237 fő (2022. január 1.). Arvigna Calzan, Coussa, Les Issards, Malléon, Les Pujols, Rieucros, Ségura és Vira községekkel határos.

## Népesség
A település népességének változása:
| Lakosok száma | 132  | 154  | 156  | 184  | 225  | 232  | 223  | 219  | 222  | 237  |
|               | 1968 | 1982 | 1999 | 2006 | 2011 | 2015 | 2017 | 2018 | 2020 | 2022 |